# Dachstein West

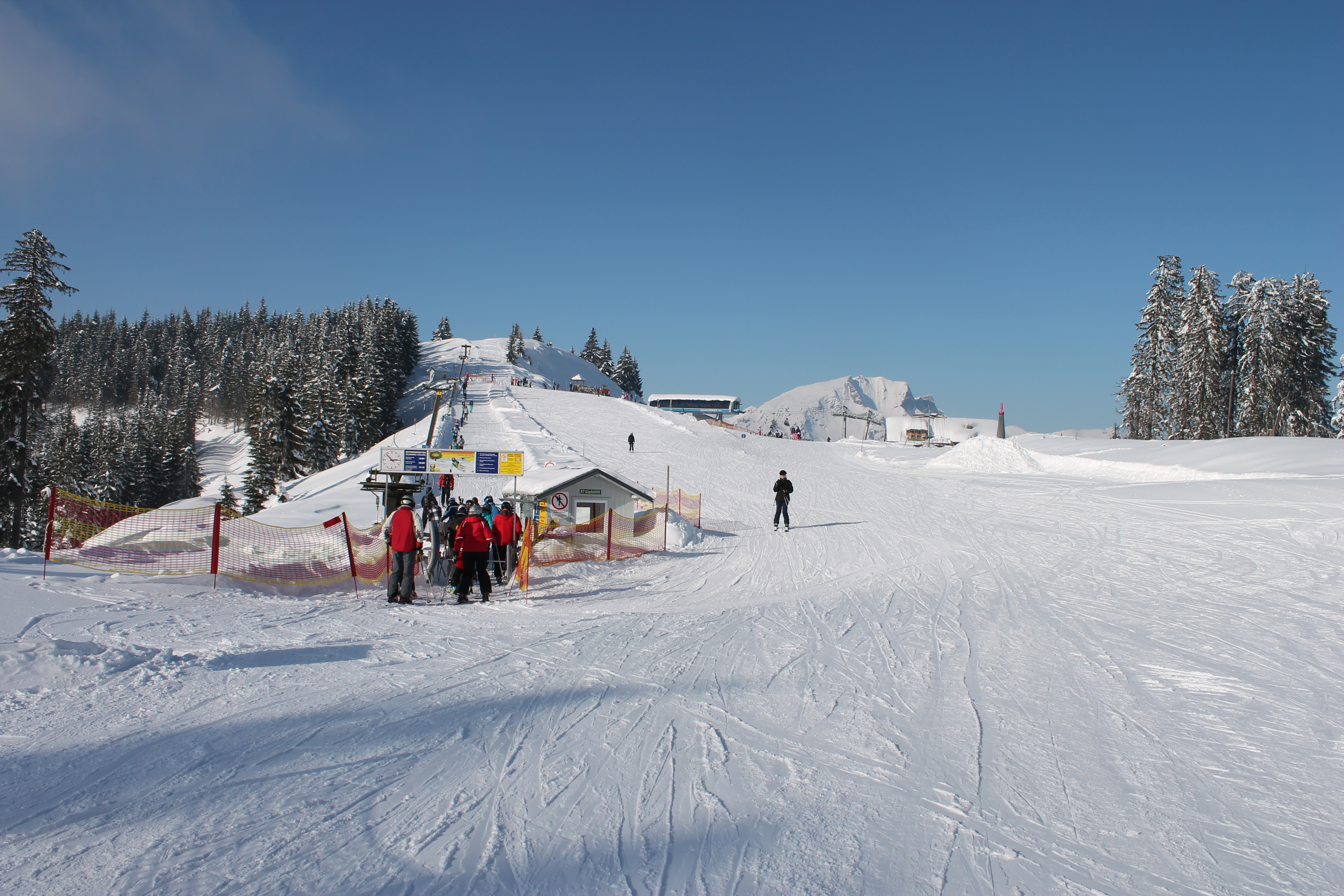
Sjezdovka a vlek pod vrcholem Hornspitzu

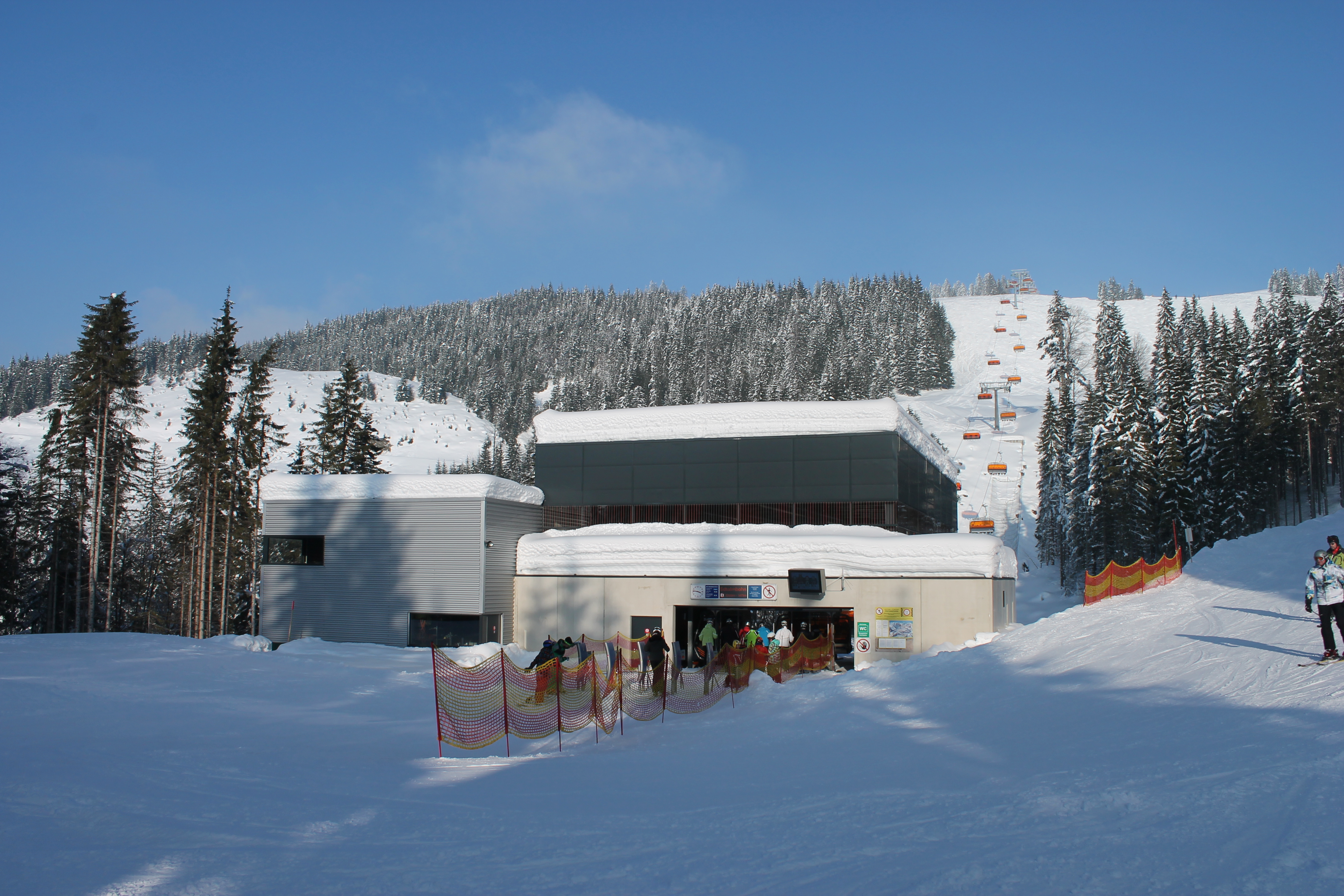
Dolní stanice lanovky Edtalmbahn

Dachstein West je lyžařský areál nacházející v Rakousku na pomezí Horních Rakous a Salcburska poblíž horského masivu Dachstein. Nachází se zde 2 kabinkové lanovky, 8 sedačkových lanovek, 18 lyžařských vleků a je tu rovněž 36 sjezdovek, z nichž je většina červených (střední obtížnost). V areálu leží 3 lyžařské školy. Celý areál se dělí na 5 sektorů, z nichž některé jsou pojmenovány podle nástupních míst. Jsou to Gosau, Rußbach, Annaberg, Zwieselalm a Edtalm. Výškový rozsah areálu je mezi 750 a 1620 m.